# Berezki (obwód homelski)
Berezki, Biereza (biał. Бярозкі, Biarozki; ros. Берёзки, Bieriozki) – wieś na Białorusi, w obwodzie homelskim, w rejonie dobruskim, około 22 km na północny wschód od Dobruszu.